# Lac Aiding
Le lac Aiding (chinois simplifié : 艾丁湖 ; pinyin : Àidīng Hú), ou Aidingkol est un ancien lac salé situé dans la dépression de Tourfan dans la province du Xinjiang en Chine. 

## Géographie
Le lac est complètement asséché. Il est le point le plus bas de Chine avec une altitude de −154 mètres, constituant la troisième région terrestre la moins élevée derrière la vallée du rift du Jourdain (qui comprend la mer Morte ainsi que le lac de Tibériade) et le lac Assal.

## Climat
Les températures peuvent parfois dépasser 47 °C. 